# Ida Freifrau von Feury
Ida Freifrau von Feury, geborene Freiin von Hirsch, (* 23. November 1877 in München; † 23. Dezember 1957 in Steinhöring) war eine deutsche Baronin, die dem Planegger Zweig des bayerischen Adelsgeschlechts ehemals jüdischen Glaubens der Barone von Hirsch angehörte. Sie war Überlebende des Holocaust.

## Leben
Ida Freiin von Hirsch, Tochter des Freiherrn Emil von Hirsch und Mathilde Ladenburg, heiratete 1904 Friedrich Wilhelm Freiherr von Feury auf Hilling. Aus der Ehe gingen drei Kinder, Irene Marie Freiin von Feury (später verheiratete Gräfin Deym), eine weitere früh verstorbene Tochter und der spätere Präsident des Bayerischen Bauernverbandes Otto Freiherr von Feury hervor. Sie war karitativ in München tätig und weitläufig mit dem bayrischen Königshaus verwandt. Während des Ersten Weltkrieges arbeitete sie als Rotkreuzschwester im Lazarett, das in ihrem Elternhaus Schloss Planegg eingerichtet wurde. Sie wurde mit der Rot-Kreuz-Medaille und, nachdem ihr Ehemann im Ersten Weltkrieg gefallen war, dem Ehrenkreuz für Hinterbliebene ausgezeichnet.
Ida Freifrau von Feury wurde wegen ihrer jüdischen Herkunft gemeinsam mit ihren Brüdern Karl Freiherr von Hirsch und Rudolf Freiherr von Hirsch mit dem ersten Münchener Alterstransport II/1 in das Ghetto Theresienstadt deportiert, wo sie am 4. Juni 1942 ankam. Aufgrund ihrer Verdienste und der Verbindungen ihrer Familie galt sie als „Prominente A“. Sie teilte mit ihren Brüdern im „Prominentenhaus“ ein Zimmer, das die Hausgenossen den „Hirschpark“ nannten, und blieb von den Weitertransporten in die Vernichtungslager verschont. Sie erlebte das Kriegsende in Theresienstadt und kehrte am 23. Juni 1945 mit 297 anderen in Theresienstadt befreiten bayerischen Internierten nach München zurück. Feury starb 1957 in Steinhöring.